# 马丁·拉莫斯
马丁·拉莫斯（西班牙語：Martín Ramos，1991年8月26日—），阿根廷男子排球运动员。他曾代表阿根廷参加2016年和2020年夏季奥林匹克运动会排球比赛，其中2020年奥运会获得一枚铜牌。